# Abwein
Abwein (àrab: عبوين, ʿAbwayn) és una vila palestina en la governació de Ramal·lah i al-Bireh al centre de Cisjordània, situada 37 kilòmetres al nord de Ramal·lah. Segons l'Oficina Central d'Estadístiques de Palestina (PCBS), tenia 3.991 habitants el 2016. Hi ha tres escoles al poble amb prop de 1.200 estudiants i uns 200 estudiants estan inscrits a diverses universitats palestines. Abwein també té tres mesquites, la més gran de les quals és la mesquita de Farouk.

## Història
S'hi ha trobat terrissa de l'Edat de Ferro, persa, hel·lenística, romana d'Orient, i croada / aiúbida. Reinhold Röhricht va identificar Abwein amb la vila croada de Casale Bubil o Casale Bubin.
Al poble hi ha un antic maqam (tomba del sant home) anomenat Ash-Shaykh Ya'qub. Segons Moshe Sharon, professor d'història islàmica antiga a la Universitat Hebrea, la tomba ha estat descurada. La làpida estava en ús secundari en una terrassa. Tenia una inscripció datada el setembre de 1339 en escriptura naskhi mameluc dedicada a Hajji Ya'qub, fill de Shaikh Dawud ibn Ahmad, que va morir aquest any. També es refereix al sultà mameluc d'aquest període, al-Nasir Muhammad. Pottery sherds from the Mamluk era i també s'ha trobat una acumulació de 406 monedes de plata, la majoria del període del sultà Baibars.

### Època otomana
El poble va ser incorporat a l'Imperi Otomà en 1517 amb tota Palestina, i el 1596 va aparèixer en els registres tributaris otomans com a part de la nàhiya o subdistricte d'al-Quds, del liwà o districte homònim. Tenia una població de 53 llars, totes musulmanes, i pagava impostos sobre el blat, ordi, oliveres, vinyes, fruiters, cabres i/o ruscs.
En 1838 fou registrada com una vila musulmana de la regió administrativa de Bani Zeid.
L'explorador francès Victor Guérin va visitar la vila, que anomenà A'youein, en 1870, i estimà que tenia 300 habitants. Va descriure que abundants fonts d'aigua, belles nogueres i jardins amb figues, olives i magranes. Una llista de viles otomanes del mateix any, 1870, mostra que Abwein tenia 158 cases i una població de 429, encara que el recompte de població només incloïa homes.
En 1882 el Survey of Western Palestine del Fons per a l'Exploració de Palestina va descriuire Abwein com un poble situat al vessant d'un turó, amb un pou al sud i oliveres al seu costat inferior nord.
En 1896 la població d' Abwain era estimada en unes 933 persones.

### Època del Mandat Britànic
En el cens de Palestina de 1922, organitzat per les autoritats del Mandat Britànic, la població d'Abwein era de 543, tots musulmans, incrementats en el cens de 1931 a 695, tots musulmans, en 171 cases.
En 1945 la població era de 880, tots àrabs, i una àrea total de terra de 15,007 dúnams, segons una enquesta oficial de terra i població.D'aquests, 1.863 eren per plantacions i regadius, 8,296 per a cereals, mentre 36 dúnams eren sòl edificat.

### Després de 1948
En la vespra de guerra araboisraeliana de 1948, i després dels acords d'armistici araboisraelians de 1949, Abwein fou ocupada pel regne haixemita de Jordània. Després de la Guerra dels Sis Dies de 1967 va romandre sota l'ocupació israeliana.
El castell de Suhweil a Abwein va ser renovat en 1996. En 2005 l'Autoritat Nacional Palestina hi va establir un consell municipal de 13 membres per administrar els afers civils de la vila. En les eleccions municipals palestines de desembre de 2004 uns 28 candidats es disputaren el càrrec d'alcalde, i malgrat la forta oposició dels partits religiosos, va guanyar Fatima Suhweil, membre de Fatah (qui va obtenir 12 dels 13 regidors) i directora de l'institut d'ensenyament secundari femení.
La majoria dels habitants actuals d'Abwein pertanyen a les famílies Suhweil i Mazahim. Segons l'Ajuntament d'Abwein, els habitants de la ciutat són descendents de la tribu Abu Ayyub al-Ansari.